# The Fall Guy (film)
The Fall Guy is een Amerikaanse komische actiefilm uit 2024, geregisseerd door David Leitch naar een scenario van Drew Pearce en gebaseerd op de gelijknamige televisieserie uit de jaren 1980. De hoofdrollen worden vertolkt door Ryan Gosling en Emily Blunt.

## Verhaal
Colt (Ryan Gosling) is een stuntman die na een ongeluk dat zijn carrière bijna beëindigde, weer in dienst wordt genomen om de vermiste steracteur van een megabudgetfilm, geregisseerd door zijn ex Jody (Emily Blunt), op te sporen. Terwijl hij een samenzwering probeert op te lossen, probeert hij ook de liefde van zijn leven terug te winnen.

## Rolverdeling
| Acteur               | Personage                      |
| -------------------- | ------------------------------ |
| Ryan Gosling         | Colt Seavers, stuntman         |
| Emily Blunt          | Jody Moreno                    |
| Winston Duke         | Colts beste vriend             |
| Aaron Taylor-Johnson | Tom Ryder, filmster            |
| Hannah Waddingham    | Gail Meyer                     |
| Stephanie Hsu        | Ryders persoonlijke assistente |
| Teresa Palmer        | Iggy Star, vriendin van Tom    |

## Productie
In juli 2010 was er al een eerste maal sprake van een film gebaseerd op de televisieserie The Fall Guy uit de jaren 1980 die in ontwikkeling was. DreamWorks Pictures zou voor het project samenwerken met producenten Walter F. Parkes en Laurie MacDonald, en Martin Campbell was in gesprek om de film te regisseren. In september 2013 werd gemeld dat Dwayne Johnson in onderhandeling was om de titelrol te spelen.
In september 2020 zouden Ryan Gosling, regisseur David Leitch en schrijver Drew Pearce werken aan een "naamloze stuntmanfilm" die was opgepikt door Universal Pictures. In mei 2022 werd bevestigd dat dit project een verfilming was van The Fall Guy. De Australische regering en de staatsautoriteiten van New South Wales financierden de productie met respectievelijk A$ 30 miljoen en A$ 14,5 miljoen, waarbij Paul Fletcher, de Australische federale minister van Communicatie, Stedelijke Infrastructuur, Steden en Kunst, meldde dat deze productie Australië een economische boost zal geven.
In augustus 2022 werd Emily Blunt aan de cast toegevoegd. In oktober 2022 werd onthuld dat Aaron Taylor-Johnson, die eerder met Leitch werkte aan Bullet Train (2022) en Stephanie Hsu zich bij de cast zouden voegen.

### Filmopnames
De filmopnames begonnen in oktober 2022 in de Disney Studios Australia in Sydney. Op 20 oktober 2022 verschenen beelden van de productie die nachtopnames filmde op de parkeerplaats van Goulburn Street in Sydney in de media. Op 22 januari 2023 was de Sydney Harbour Bridge overdag een aantal uren gesloten vanwege het filmen van scènes waarbij Ryan Gosling betrokken was. De opnames waren voltooid op 2 maart 2023.

### Muziek
De filmmuziek is gecomponeerd door Dominic Lewis, die eerder ook al de filmmuziek voor Bullet Train van David Leitch componeerde. Blake Shelton droeg bij aan de soundtrack met een cover van "Unknown Stuntman", het themalied van de serie dat oorspronkelijk werd uitgevoerd door Lee Majors.

## Release
The Fall Guy ging op 12 maart 2024 in première op het South by Southwest-festival.

## Citaten
De film is doorspekt met citaten uit andere bekende films. Deze worden door een acteur uitgesproken, waarop de tegenspeler dan de film zegt waar het citaat uit afkomstig is.